# Terran 1
Terran 1 fue un vehículo de lanzamiento desechable de pequeña elevación con dos etapas, desarrollado por Relativity Space. El desarrollo comenzó en 2017 y el cohete se retiró en 2023. La mayoría de las estructuras y componentes del vehículo se fabricaron con procesos de impresión 3D. Se esperaba que la carga útil máxima fuera de 1,250 kg a 185 kilómetros órbita terrestre baja (LEO). El precio de lanzamiento anunciado de Relativity era de 12 millones de dólares por lanzamiento.
El primer y único lanzamiento de Terran 1 tuvo lugar el 23 de marzo de 2023 desde Cabo Cañaveral. Alcanzó el max q y el espacio, pero no alcanzó la órbita debido a un fallo en la segunda etapa. Tras el lanzamiento fallido, Relativity retiró el cohete a favor de desarrollar el Terran R reutilizable, mucho más grande.

## Diseño
Terran 1 constaba de dos etapas. La primera etapa estaba propulsada por nueve motores Aeon 1 que quemaban propulsores de metano y oxígeno (metalox) en un ciclo generador de gas, cada uno de los cuales producía 102,3 kN de empuje. La segunda etapa estaba impulsada por una única versión optimizada para vacío del Aeon 1, conocida como AeonVac, que producía 125,9 kN de empuje en el vacío. Ambas etapas fueron presurizadas de forma autógena.
El carenado de carga útil medía 6,8 metros de largo y tenía un diámetro de 3 metros. Terran 1 era capaz de realizar hasta 1.500 kilos a una órbita terrestre baja. La relatividad establece comúnmente una capacidad de carga útil de 1.250 kg para órbitas terrestres bajas de menor inclinación y 900 kg a una órbita heliosincrónica (SSO).
Las estructuras primaria y secundaria de Terran 1 se fabricaron con una impresora 3D Stargate de Relativity en aleación de aluminio. El 90% del Terran 1 en masa consistía en componentes impresos; Relativity afirmó que podían reducir el número de piezas en el vehículo 100 veces en comparación con los cohetes fabricados tradicionalmente y fabricar así un producto de vuelo orbital a partir de impresión en 60 días. El vehículo de lanzamiento Terran R en desarrollo de Relativity utilizaría las mismas herramientas utilizadas para fabricar el Terran 1.
Relativity anunció un precio por lanzamiento de Terran 1 de 10 millones de dólares en 2019. El precio anunciado por lanzamiento se había incrementado a 12 millones de dólares en 2021.

## Actualizaciones propuestas
En febrero de 2022, el director ejecutivo de Relativity, Tim Ellis, declaró en una entrevista con Ars Technica que los nueve motores Aeon 1 de la primera etapa podrían reemplazarse por un solo motor Aeon R, con un empuje sustancialmente mayor. Está previsto que el motor Aeon R se utilice en el cohete Terran R, mucho más grande, de Relativity. Si el vehículo no se hubiera retirado, la actualización probablemente se habría realizado en el cuarto vuelo.